# Пјане ди Мокоњо
Пјане ди Мокоњо је насеље у Италији у округу Модена, региону Емилија-Ромања.
Према процени из 2011. у насељу је живело 36 становника. Насеље се налази на надморској висини од 1300 м.